# Danny Blind
Dirk Franciscus (Danny) Blind (Oost-Souburg, 1 augustus 1961) is een voormalig Nederlands voetballer van Sparta Rotterdam, Ajax en het Nederlands elftal.
Hij had diverse functies bij Ajax, waar hij zowel voetballer, trainer als directielid was. Blind werd met ingang van 1 augustus 2015 bondscoach van het Nederlands voetbalelftal; in het seizoen 2014/15 was hij assistent van zijn voorganger, Guus Hiddink. Onder Blind liep Nederland in oktober 2015 voor het eerst sinds 1984 kwalificatie voor het Europees kampioenschap voetbal mis. Op 26 maart 2017 werd hij ontslagen als bondscoach van het Nederlands elftal. In april 2018 trad Blind toe tot de raad van commissarissen van Ajax. In augustus 2021 werd Blind aangesteld als assistent-bondscoach van het Nederlands voetbalelftal onder bondscoach Louis van Gaal. Door deze aanstelling stopte Blind als lid van de raad van commissarissen binnen Ajax.

## Loopbaan als speler
Danny Blind is een van de zes voetballers die alle Europese clubprijzen plus de wereldbeker wist te winnen; de andere voetballers zijn de Nederlander Arnold Mühren en de Italianen Gaetano Scirea, Antonio Cabrini, Sergio Brio en Stefano Tacconi.

### RCS
De voetbalcarrière van Blind begon op zijn negende bij de amateurs van RCS. Bij RCS maakte Blind als zestienjarige al zijn debuut in het eerste elftal en werd met zijn club in 1978 direct kampioen in de Zondag Vierde klasse H. Hij haalde bij RCS de UEFA-jeugd. Aanvankelijk zou Blind naar FC VVV vertrekken, maar omdat hij zakte voor zijn havo-examen mocht hij niet van zijn ouders. Een jaar later, in 1979, haalde Blind echter wel zijn havo-examen en vertrok hij naar Eredivisionist Sparta Rotterdam.

### Sparta Rotterdam
Blind debuteerde in de Eredivisie op 29 augustus 1979, toen hij Wolfgang Schwarz na 49 minuten verving in de uitwedstrijd tegen AZ'67. Blind werd bij Sparta vaak als opkomende rechtsback opgesteld. Met Sparta Rotterdam speelde Blind in de seizoenen 1983/84 en 1985/86 Europees voetbal. In totaal stond Blind zeven seizoenen onder contract bij Sparta en kwam hij tot een totaal van 188 officiële wedstrijden waarin hij achttienmaal trefzeker was. In zijn Sparta-tijd speelde Blind samen met Louis van Gaal, zijn latere trainer bij Ajax.

### Ajax
In juli 1986 kwam Blind van Sparta in Rotterdam-West naar Ajax in Amsterdam-Oost, als rechtsback, aangetrokken door technisch directeur Johan Cruijff. Vanaf 1992 speelde hij als centrale verdediger. In Amsterdam bouwde hij een erelijst op die uniek is in het internationale voetbal. Blind won in 13 seizoenen als speler van Ajax alles wat er op clubniveau te winnen viel. Blind won met Ajax vijf landstitels, vier nationale bekers, driemaal de Nederlandse Supercup, de UEFA Champions League, de European Cup Winners Cup, de UEFA Cup, de UEFA Super Cup en de wereldbeker. Op 16 mei 1999 nam Blind afscheid als speler van Ajax.
Blind speelde 537 wedstrijden in de Eredivisie en bracht 45 treffers op zijn naam. Hij speelde voor Sparta 10 Europacup-wedstrijden en voor Ajax 79 (inclusief 4 Europese Supercup-wedstrijden en 1 wedstrijd om de wereldbeker), wat een record is.

## Carrièrestatistieken
| Seizoen         | Club             |                    | Competitie      | Competitie | Competitie | Beker | Beker | Internationaal | Internationaal | Overig | Overig | Totaal | Totaal |
| Seizoen         | Club             | Wed.               | Competitie      | Dlp.       | Wed.       | Dlp.  | Wed.  | Dlp.           | Wed.           | Dlp.   | Wed.   | Dlp.   |        |
| --------------- | ---------------- | ------------------ | --------------- | ---------- | ---------- | ----- | ----- | -------------- | -------------- | ------ | ------ | ------ | ------ |
| 1979/80         | Sparta Rotterdam | Vlag van Nederland | Eredivisie      | 13         | 0          | 2     | 0     | —              | —              | —      | —      | 15     | 0      |
| 1980/81         | Sparta Rotterdam | Vlag van Nederland | Eredivisie      | 10         | 0          | 0     | 0     | —              | —              | —      | —      | 10     | 0      |
| 1981/82         | Sparta Rotterdam | Vlag van Nederland | Eredivisie      | 10         | 2          | 2     | 0     | —              | —              | —      | —      | 12     | 2      |
| 1982/83         | Sparta Rotterdam | Vlag van Nederland | Eredivisie      | 34         | 3          | 1     | 0     | —              | —              | —      | —      | 35     | 3      |
| 1983/84         | Sparta Rotterdam | Vlag van Nederland | Eredivisie      | 34         | 5          | 3     | 0     | 6              | 0              | —      | —      | 43     | 5      |
| 1984/85         | Sparta Rotterdam | Vlag van Nederland | Eredivisie      | 30         | 3          | 4     | 0     | —              | —              | —      | —      | 34     | 3      |
| 1985/86         | Sparta Rotterdam | Vlag van Nederland | Eredivisie      | 34         | 5          | 1     | 0     | 4              | 0              | —      | —      | 39     | 5      |
| Club totaal     | Club totaal      | Club totaal        | Club totaal     | 165        | 18         | 13    | 0     | 10             | 0              | 0      | 0      | 188    | 18     |
| 1986/87         | Ajax             | Vlag van Nederland | Eredivisie      | 29         | 4          | 5     | 0     | 7              | 0              | —      | —      | 41     | 4      |
| 1987/88         | Ajax             | Vlag van Nederland | Eredivisie      | 31         | 0          | 2     | 0     | 10             | 1              | —      | —      | 43     | 1      |
| 1988/89         | Ajax             | Vlag van Nederland | Eredivisie      | 30         | 2          | 4     | 0     | 0              | 0              | —      | —      | 34     | 2      |
| 1989/90         | Ajax             | Vlag van Nederland | Eredivisie      | 34         | 0          | 4     | 0     | 0              | 0              | —      | —      | 38     | 0      |
| 1990/91         | Ajax             | Vlag van Nederland | Eredivisie      | 34         | 2          | 3     | 0     | —              | —              | —      | —      | 37     | 2      |
| 1991/92         | Ajax             | Vlag van Nederland | Eredivisie      | 30         | 2          | 3     | 1     | 12             | 1              | —      | —      | 45     | 4      |
| 1992/93         | Ajax             | Vlag van Nederland | Eredivisie      | 28         | 4          | 4     | 0     | 8              | 0              | —      | —      | 40     | 4      |
| 1993/94         | Ajax             | Vlag van Nederland | Eredivisie      | 30         | 1          | 4     | 3     | 6              | 0              | 1      | 0      | 41     | 4      |
| 1994/95         | Ajax             | Vlag van Nederland | Eredivisie      | 34         | 5          | 2     | 0     | 10             | 0              | 1      | 0      | 47     | 5      |
| 1995/96         | Ajax             | Vlag van Nederland | Eredivisie      | 31         | 3          | 2     | 0     | 10             | 2              | 1      | 0      | 44     | 5      |
| 1996/97         | Ajax             | Vlag van Nederland | Eredivisie      | 16         | 0          | 0     | 0     | 5              | 0              | 1      | 0      | 22     | 0      |
| 1997/98         | Ajax             | Vlag van Nederland | Eredivisie      | 26         | 1          | 4     | 1     | 7              | 0              | —      | —      | 37     | 2      |
| 1998/99         | Ajax             | Vlag van Nederland | Eredivisie      | 19         | 3          | 1     | 0     | 3              | 0              | 1      | 0      | 24     | 3      |
| Club totaal     | Club totaal      | Club totaal        | Club totaal     | 372        | 27         | 38    | 5     | 78             | 4              | 5      | 0      | 493    | 36     |
| Carrière totaal | Carrière totaal  | Carrière totaal    | Carrière totaal | 537        | 45         | 51    | 5     | 88             | 4              | 5      | 0      | 681    | 54     |

## Loopbaan als trainer en bestuurder

### Directeur Spelersbeleid bij Ajax
Nadat Blind stopte met voetballen werd hij, op 18 april 1999, bij Ajax aangesteld als Directeur Spelersbeleid. Hij kreeg in deze functie te maken met de eveneens onervaren Jan Wouters, die enkele maanden eerder het trainerschap van de Amsterdammers had overgenomen van Morten Olsen. Onder Blinds leiding werden diverse spelers aangetrokken, die weinig indruk wisten te maken. Zo werd Nikos Machlas van een bedrag van 8,6 miljoen euro overgenomen van Vitesse en Frank Verlaat voor zo'n 5 miljoen euro van VfB Stuttgart. Andere opvallende aankopen waren Brian Laudrup, die voor 2,3 miljoen overkwam van Chelsea FC, Aron Winter, die voor 1,3 miljoen overkwam van Inter Milan, John Nieuwenburg, die voor 3 miljoen euro overkwam van Sparta Rotterdam en Bogdan Lobonț, die voor eenzelfde bedrag overkwam van Rapid Boekarest. In totaal spendeerde Blind in zomer van 1999 meer dan 26 miljoen euro aan nieuwe spelers, naast spelers als Ferdi Vierklau en Jan van Halst, die kort voor Blinds aanstelling werden aangetrokken.
Het seizoen 1999-2000, waarin de club haar 100-jarig bestaan vieren en dat in beeld werd gebracht in de documentairefilm Ajax: Daar hoorden zij engelen zingen, verliep desastreus en Ajax verloor veel punten. Op 8 februari 2000 diende Blind, 9 maanden na zijn aanstelling, zijn ontslag in. Een gebeurtenis, die overigens niet werd opgenomen in de film. Een goede maand later, op 21 maart, werd trainer Wouters ontslagen. De club eindigde uiteindelijk als 5e en vele spelers, die onder Blind werden aangekocht, vertrokken tegen verlies naar een andere club.

### Trainer A1 en Hoofd Jeugdopleidingen bij Ajax
Het duurde slechts enkele maanden voordat Blind terugkeerde bij Ajax. Op 11 mei 2000 werd hij aangesteld als trainer van de A1, een rol die hij vijf jaar lang zou vervullen. Als jeugdtrainer weet hij indruk te maken, door in vier en een half jaar tijd tweemaal kampioen te worden. Op 1 februari 2003 werd hij gepromoveerd tot Hoofd Jeugdopleidingen, terwijl hij tevens de A1 onder zijn hoede bleef houden. Hij volgde in deze functie Kees Zwamborn op, die aan de kant werd geschoven.

### Hoofdtrainerschap van Ajax
Nadat Ronald Koeman op 25 februari 2005 na een interne strijd met Louis van Gaal, die enkele maanden eerder opstapte, zijn ontslag had ingediend bij Ajax, werd Blind, mede door zijn goede resultaten met de A1, al snel benoemd tot hoofdtrainer van Ajax, nadat onder andere Johan Cruijff hem een goede referentie had gegeven. Blind koos Ruud Krol, Fred Grim en Gerard van der Lem als assistenten. In zijn eerste wedstrijd als coach van Ajax boekte hij een record door met 0-4 van PSV te verliezen, waarbij Mark van Bommel een hattrick wist te scoren. Dit was de grootste thuisnederlaag ooit in de historie van Ajax. In de daaropvolgende maanden kreeg Blind het elftal echter op de rails en wist hij de club naar een plaats in de voorronde van de Champions League te loodsen. Nadat Blind Zdenek Grygera een vaste plaats als rechtsback gaf, won Ajax acht wedstrijden op rij in de slotfase van de competitie 2004/05. Ajax eindigde als tweede achter PSV, en Ajax liet Feyenoord, dat naar plaats vier zakte, achter zich.
Voor aanvang van het seizoen 2005-2006 versterkte Ajax zich met Olaf Lindenbergh die voor €1,2 miljoen overkwam van AZ Alkmaar en Markus Rosenberg die voor €5,3 miljoen werd overgenomen van Malmö FF. Op 5 augustus veroverde Blind zijn eerste prijs door PSV in de wedstrijd voor de Johan Cruijff Schaal met 2-1 te verslaan. De doelpunten kwamen van Nourdin Boukhari en Ryan Babel. Ook wist Ajax zich via de voorronde te plaatsen voor de Champions League door Brøndby IF uit op 2-2 te houden en thuis met 3-1 te verslaan. In de Eredivisie vielen de resultaten vanaf begin af aan tegen en kwam Blind al snel onder druk te staan. Ondanks de in de winter aangetrokken Klaas-Jan Huntelaar, die voor destijds een recordbedrag van €9 miljoen overkwam van SC Heerenveen bleven de resultaten ondermaats. Blind probeerde velerlei manieren om het elftal aan de praat te krijgen en gooide ook een tijd de befaamde Ajaxtactiek overboord, om in het defensievere 4-4-2 te gaan spelen. Door de slechte resultaten was de landstitel geen moment in het zicht. Uiteindelijk eindigde Ajax met 60 punten op een vierde plaats en mocht daardoor meedoen aan de nieuwe ingevoerde play-offs om deelname aan de voorronde Champions League af te dwingen. In de eerste ronde werd Feyenoord op overtuigende wijze verslagen, nadat het thuis met 3-0 had gewonnen en uit met 2-4 te sterk was. In de beslissende ronde werd FC Groningen thuis met 2-0 verslagen en uit verloor het met 2-1, waardoor Ajax zich wist te plaatsen voor de voorronde van de Champions League. Daarnaast legde de ploeg op 7 mei beslag op de KNVB Beker door PSV met 2-1 te verslaan. Beide doelpunten werden gemaakt door Klaas-Jan Huntelaar.
Op 10 mei 2006 werd Blind, ondanks een brede steun binnen de club en bij de supporters, door technisch manager Martin van Geel ontslagen. Als reden voor het ontslag meldde de club het niet voldoen aan de doelstelling mee te spelen voor het kampioenschap, het niet-attractieve voetbal dat de ploeg gespeeld had en het tekort aan vooruitgang binnen het team en bij individuele spelers. Van Geel noemde Blind bij deze gelegenheid "De juiste persoon, maar niet op de juiste plaats." Tegelijk met Blind werden ook Krol en Van der Lem als assistenten ontslagen. Blind werd opgevolgd door Henk ten Cate, die al eerder in beeld geweest was om Ronald Koeman op te volgen.

### Overige carrière
In het seizoen 2007-2008 was Blind technisch directeur van Sparta. Met ingang van 15 mei 2008 ging hij wederom bij Ajax aan het werk, ditmaal als technisch manager. Onder Marco van Basten was hij verantwoordelijk voor het aansturen van de scouting, jeugdopleiding en het aan- en verkoopbeleid. In juli 2009 legde hij deze functie neer om assistent-trainer te worden onder Martin Jol. Ook na het vertrek van Jol eind 2010 bleef Blind assistent-trainer van het eerste van Ajax, ditmaal als assistent van zijn voormalige ploeggenoot Frank de Boer. Aan het begin van het seizoen 2011-2012 koos De Boer Dennis Bergkamp en Hennie Spijkerman als nieuwe assistenten en werd Blind benoemd tot technisch manager.
Op 16 november maakte de Raad van Commissarissen van Ajax bekend dat zij voornemens waren Louis van Gaal te benoemen tot algemeen directeur. Blind zou in deze constructie technisch directeur worden. Op 18 november startte Blind, samen met interim-directeur Martin Sturkenboom, met zijn nieuwe functie. Nadat de aanstelling van Van Gaal, Sturkenboom en Blind teniet werd gedaan door een gerechtelijke uitspraak, in een zaak die werd aangespannen door Johan Cruijff en enkele jeugdtrainers tegen de overige leden van de Raad van Commissarissen, besloot Blind in navolging van de Raad van Commissarissen en Sturkenboom per direct zijn contract in te leveren.

### Nederlands elftal
Blind werd in 2012 assistent van toenmalig bondscoach Louis van Gaal bij het Nederlands elftal. Nadat Guus Hiddink Van Gaal opvolgde, maakte de KNVB bekend dat Blind na het Europees kampioenschap voetbal 2016 hem weer zou opvolgen. Doordat Hiddink de wacht werd aangezegd trad Blind vervroegd aan met ingang van 1 augustus. Hij maakte op donderdag 3 september 2015 zijn debuut als bondscoach, in een EK-kwalificatiewedstrijd tegen IJsland. De wedstrijd in de Amsterdam Arena werd na uitvallen van Arjen Robben, een rode kaart voor Bruno Martins Indi en een strafschop tegen met 1-0 verloren. Daardoor stond Nederland na zeven wedstrijden op de derde plaats in de kwalificatiepoule, met tien punten. In de wedstrijd tegen IJsland stelde Blind zijn zoon Daley op. Dit was een unicum in het Nederlands elftal. Nooit eerder stelde een vader zijn zoon hierin op. Drie dagen later volgde een tweede unicum toen hij ook zijn tweede interland als bondscoach verloor, in en tegen Turkije (3-0). Zijn derde interland, in en tegen Kazachstan wist hij wel winnend (2-1) af te sluiten. De laatste wedstrijd van de EK-kwalificatiereeks tegen Tsjechië op 13 oktober 2015 werd ook verloren (2-3). Met dit resultaat eindigde Nederland op een vierde plaats in de groep, waarmee het zich niet plaatste voor het EK 2016 in Frankrijk. De kwalificatie voor het wereldkampioenschap voetbal 2018 verliep eveneens problematisch. Na vijf van de tien kwalificatiewedstrijden stond het Nederlands elftal op 25 maart 2017 op de vierde plaats in de kwalificatiegroep. Oranje had die dag met 2–0 verloren in en van Bulgarije. Een dag later werd Blind ontslagen. Hij was uiteindelijk zeventien interlands bondscoach. Onder het bewind van Blind daalde Oranje van plek 14 naar plek 32 op de wereldranglijst, de laagste positie ooit.
| Speler               | Club waar hij voor speelde bij eerste interland onder Blind | Tegenstander eerste interland onder Blind | Aantal interlands onder Blind | Goals |
| -------------------- | ----------------------------------------------------------- | ----------------------------------------- | ----------------------------- | ----- |
| Ibrahim Afellay      | Stoke City                                                  | Kazachstan                                | 1                             | 0     |
| Daley Blind          | Manchester United                                           | IJsland                                   | 4                             | 0     |
| Jeffrey Bruma        | PSV                                                         | IJsland                                   | 4                             | 0     |
| Jasper Cillessen     | Ajax                                                        | IJsland                                   | 2                             | 0     |
| Memphis Depay        | Manchester United                                           | IJsland                                   | 4                             | 0     |
| Virgil van Dijk      | Southampton                                                 | Kazachstan                                | 2                             | 0     |
| Bas Dost             | VfL Wolfsburg                                               | Tsjechië                                  | 1                             | 0     |
| Anwar El Ghazi       | Ajax                                                        | Kazachstan                                | 2                             | 0     |
| Klaas-Jan Huntelaar  | Schalke 04                                                  | IJsland                                   | 3                             | 1     |
| Luuk de Jong         | PSV                                                         | Turkije                                   | 1                             | 0     |
| Davy Klaassen        | Ajax                                                        | IJsland                                   | 2                             | 0     |
| Tim Krul             | Newcastle United                                            | Kazachstan                                | 1                             | 0     |
| Jeremain Lens        | Sunderland                                                  | Tsjechië                                  | 1                             | 0     |
| Bruno Martins Indi   | FC Porto                                                    | IJsland                                   | 1                             | 0     |
| Luciano Narsingh     | PSV                                                         | IJsland                                   | 2                             | 0     |
| Robin van Persie     | Fenerbahçe SK                                               | Turkije                                   | 3                             | 1     |
| Quincy Promes        | Spartak Moskou                                              | IJsland                                   | 2                             | 0     |
| Jaïro Riedewald      | Ajax                                                        | Turkije                                   | 3                             | 0     |
| Arjen Robben         | Bayern München                                              | IJsland                                   | 1                             | 0     |
| Wesley Sneijder      | Galatasaray                                                 | IJsland                                   | 4                             | 1     |
| Kenny Tete           | Ajax                                                        | Kazachstan                                | 2                             | 0     |
| Stefan de Vrij       | Lazio                                                       | IJsland                                   | 2                             | 0     |
| Gregory van der Wiel | Paris Saint-Germain                                         | IJsland                                   | 2                             | 0     |
| Georginio Wijnaldum  | Newcastle United                                            | IJsland                                   | 4                             | 1     |
| Jeroen Zoet          | PSV                                                         | Kazachstan                                | 2                             | 0     |

Spelers die dikgedrukt en cursief zijn weergegeven, zijn gedebuteerd als speler van het Nederlands elftal onder Danny Blind.
Bijgewerkt t/m Nederland - Tsjechië 2-3 (13 oktober 2015)

## Erelijst

### Als speler

#### Met RCS
| Competitie             | Winnaar | Winnaar |
| Competitie             | Aantal  | Jaren   |
| ---------------------- | ------- | ------- |
| Vierde klasse (zondag) | 1×      | 1977/78 |

#### Met Ajax
| Mondiaal                               |    |                                             |
| Intercontinental Cup                   | 1× | 1995                                        |
| Continentaal                           |    |                                             |
| UEFA Champions League                  | 1× | 1994/95                                     |
| UEFA Super Cup                         | 1× | 1995                                        |
| UEFA Cup                               | 1× | 1991/92                                     |
| European Cup Winners' Cup              | 1× | 1986/87                                     |
| Nationaal                              |    |                                             |
| Eredivisie                             | 5× | 1989/90, 1993/94, 1994/95, 1995/96, 1997/98 |
| KNVB beker / Amstel Cup                | 4× | 1986/87, 1992/93, 1997/98, 1998/99          |
| PTT Telecom Cup / Nederlandse Supercup | 3× | 1993, 1994, 1995                            |

### Als trainer

#### Met Ajax
| Nationaal            |    |         |
| KNVB beker           | 1× | 2005/06 |
| Johan Cruijff Schaal | 1× | 2005    |

### Als assistent-trainer

#### Met Ajax
| Nationaal  |    |         |
| Eredivisie | 1× | 2010/11 |
| KNVB beker | 1× | 2009/10 |

### Als assistent-bondscoach

#### Met Nederland
| Competitie                  | Winnaar | Winnaar | Runner-up | Runner-up | Derde  | Derde |
| Competitie                  | Aantal  | Jaren   | Aantal    | Jaren     | Aantal | Jaren |
| --------------------------- | ------- | ------- | --------- | --------- | ------ | ----- |
| Mondiaal                    |         |         |           |           |        |       |
| Wereldkampioenschap voetbal |         |         |           |           | 1×     | 2014  |

### Persoonlijk
| Nederland                            |      |            |
| Gouden Schoen                        | 2×   | 1995, 1996 |
| Ajax Club van 100                    | 493W | 1986-1999  |
| Wereldbeker Meest Waardevolle Speler | 1×   | 1995       |

## Persoonlijk
In december 2006 veroorzaakte Blind een auto-ongeluk. Hij reed met hoge snelheid in op een auto die met pech langs de weg stond. Een vrouw moest door de brandweer uit de auto worden bevrijd. Een tweejarig kind, dat ook in de auto zat, bleef ongedeerd. Na controle van de politie bleek Blind driemaal de toegestane hoeveelheid alcohol op te hebben. In een schriftelijke verklaring betuigde Blind spijt voor het ongeval en het feit dat hij met alcohol op achter het stuur zat. Hij raakte voor zestien maanden zijn rijbevoegdheid kwijt, waarvan tien maanden voorwaardelijk en werd veroordeeld tot een werkstraf van honderdtachtig uur.
Blind is de vader van voetballer Daley Blind.